# Isadora
Isadora is een Britse dramafilm uit 1968 onder regie van Karel Reisz. Het scenario is gebaseerd op het leven van de Amerikaanse danseres Isadora Duncan.

## Verhaal
In de jaren '20 verandert de Amerikaanse danseres Isadora Duncan voorgoed het aanschijn van het ballet. Haar flamboyante levensstijl en haar ideeën over liefde en politiek schokken het publiek in die tijd.

## Rolverdeling
| Acteur             | Personage        |
| ------------------ | ---------------- |
| Vanessa Redgrave   | Isadora Duncan   |
| John Fraser        | Roger            |
| James Fox          | Gordon Craig     |
| Jason Robards      | Singer           |
| Zvonimir Crnko     | Essenin          |
| Vladimir Leskovar  | Bugatti          |
| Cynthia Harris     | Mary Desti       |
| Bessie Love        | Mevrouw Duncan   |
| Tony Vogel         | Raymond Duncan   |
| Libby Glenn        | Elizabeth Duncan |
| Ronnie Gilbert     | Juffrouw Chase   |
| Wallas Eaton       | Archer           |
| Nicholas Pennell   | Bedford          |
| John Quentin       | Pim              |
| Christian Duvaleix | Armand           |